# Гоп со смыком
«Гоп со смыком» — «одна из самых известных и одновременно одна из самых своеобразных уличных баллад первой половины XX века». В разных вариантах существовала с 1920-х годов. Наряду с «Муркой» считается одной из самых известных блатных песен. В отличие от многих других блатных песен, которые очень сентиментальны, «Гоп со смыком» отличается бурным оптимизмом.
«Гоп» — это вор, «смык» — обыск. «Гоп со смыком» — процесс отнимания денег с последующей проверкой карманов жертв.
Гоп со смыком, скорее всего, чисто вымышленный персонаж — гопник, то есть налётчик, домушник или карманник, хотя иногда упоминается некий реальный грабитель из банды Мишки Япончика. Существуют как чисто русские, так и «одесские» варианты с украинизмами и идишизмами. Песня получила популярность в варианте Леонида Утёсова. Сам Утёсов исполнял песню на «одесский» вариант с заметным украинским акцентом, например, «меня» он произносил как «мине».
«Гоп», согласно «Толковому словарю» Даля, «выражает прыжок, скачок или удар». «Смык», по тому же Далю, — синоним слова «шмыг» и образован от глагола «смыкнуть» («шмыгнуть»). То есть «гоп со смыком» — мгновенный наскок и быстрое исчезновение нападавшего. Это характеристика двух воровских «специальностей». Первая — «гоп-стоп», то есть уличный грабёж «на испуг», когда преступник налетает на жертву, грабит её (часто с ударом) и исчезает мгновенно. Вторая — квартирная кража без предварительной подготовки, которая ещё называется «скачок».
Более правдоподобный вариант излагает С. Ю. Неклюдов в своей статье, посвящённой разбору этой песни. По его мнению, «Гоп со смыком можно понять как … „взломщик со своим инструментом“», что вполне согласуется с текстом песни.
Певец Аркадий Северный, исполняя песню живьём, в предисловии повествует о том, что на старом одесском жаргоне «Гоп со смыком» — это скрипач. Смык, в данном случае, смычок от скрипки. Там же он рассказывает легенду о некоем воре, который под видом скрипача попадал на свадьбы, и, дождавшись опьянения гостей, обворовывал их и хозяев дома.

## Варианты
Вариант Леонида Утесова:

Жил-был на Подоле Гоп-со-смыком,

Славился своим басистым криком.

Глотка была прездорова,

И мычал он, как корова,

А врагов имел мильон со смыком.

Гоп-со-смыком — это буду я!

Вы, друзья, послушайте меня:

Ремеслом избрал я кражу,

Из тюрьмы я не вылажу,

Исправдом скучает без меня!

Ой, если дело выйдет очень скверно

И меня убьют тогда, наверно…

В рай все воры попадают,

Пусть, кто честные, все знают,

Нас там через чёрный ход пускают.

В раю я на «работу» тоже выйду.

Возьму с собой я дудку1, шпалер2, митру3…

Деньги нужны до зарезу —

К Богу в гардероб залезу.

Я Его намного не обижу!

Бог пускай карманы там не греет,

Что возьму, пускай не пожалеет:

Слитки золота, караты,

На стене висят халаты —

Дай Бог нам иметь, что Бог имеет!

Иуда Скариотский там живёт.

Скрягой меж святыми он слывёт.

Ой, подлец тогда я буду, —

Покалечу я Иуду,

Знаю, где червонцы он кладёт!— Запрещённые песни. Песенник / Сост. А. И. Железный, Л. П. Шемета, А. Т. Шершунов. — 2-е изд. — М.: «Современная музыка», 2004
Сленговые названия воровского инструмента в сборнике искажены, Утёсов поёт другие слова:
1. бунку = фомку, инструмент взломщика;
2. шпайер (шпаер) = пистолет (идиш);
3. выдру = верёвку.[5]

В середине 30-х годов в Москве знали слова и пели эту песню школьники начальных классов:[значимость факта?]

Заложу я руки в брюки

И пойду гулять со скуки

Гоп со смыком это буду я! да-да!— Макс Соломонович Бременер. [«Семья и школа». — 1977. — № 7—8 / «Близкие»: Из сборника рассказов «Гренадская волость»]. — М.: Детская литература, 1978. — С. 88. — 238 с.

## Исполнители
- Входит в альбом Мелодии и ритмы Гулага группы Gulag Tunes
- Аркадий Северный
- В фильме 1968 года «На войне как на войне»:

Жил-был на Украине мальчишка,

Обожал он тёмные дела,

По карманам часто смыкал,

В драке всех ножом он тыкал,

И за это звали его Смыком.

Вот пошли фашисты на войну

Прямо на советскую страну,

На Украине фашисты

Власть организуют быстро,

Стал фон Гоп одесским бургомистром.

И помощник нужен был ему,

И фон Гоп отправился в тюрьму:

«Эй, блатные, арестанты,

Вы на этот счёт — таланты,

Кто ко мне желает в адъютанты?»

На утро вылетает Ванька Смык:

«С немцами работать не привык,

Но вы — фашисты, мы — бандиты,

Все одною ниткой шиты,

Будем мы работать знаменито».

Фон Гоп со Смыком спаяны на век,

Но вдруг приходит к ним наш человек,

А в руке его граната.

Гоп спросил: «А что вам надо?»,-

Тот ответил: «Смерть принёс для вас я, гадов»,

Вот теперь и кончилась баллада,

На осине два повисших гада,

Гоп налево, смык направо,

Кто послушал, скажет: «Так и надо!»…
— [Гоп и Смык (муз. и сл. народные)]. «На войне как на войне» (режиссёр Виктор Трегубович, 1968)
В фильме песню исполняет Леонид Пугачёв (1928—1987), артист и исполнитель песен (Харьков).
Также упоминается в книге Юлиана Семёнова «Петровка, 38» и в одноименном фильме (01:15:32) 1980 года.